# Sumatrafnittertrast
Sumatrafnittertrast (Garrulax bicolor) är en starkt hotad fågel i familjen fnittertrastar som förekommer i Indonesien.

## Utseende
Sumatrafnittertrasten är en (30 cm) och omisskännlig medlem av familjen. Den är helvit från huvud ner till bröstet och en trekantig svart teckning syns på panna, tygel och som ett fallande ögonstreck. Nära släktingen vittofsad fnittertrast är lik, men sumatrafnittertrasten är mörkare på kroppen och saknar dennes roströda eller musbruna toner.

## Utbredning och systematik
Fågeln förekommer i bergstrakter på västra Sumatra. Den behandlas som monotypisk, det vill säga att den inte delas in i några underarter.

## Status
Sumatrafnittertrasten har minskat mycket kraftigt i antal till följd av fångst för burfågelindustrin och förvärrat av habitatförlust. I många områden är den lokalt utdöd. Internationella naturvårdsunionen IUCN kategoriserar därför arten som starkt hotad. Världspopulationen uppskattas till mellan 2500 och 10000 vuxna individer.